# Ralph Woodford
Pour les articles homonymes, voir Woodford (homonymie).
Sir Ralph Woodford of Carlby Esq., premier baronnet de Carlby, né au mois de juillet 1734 et mort le 26 août 1810, est un homme politique, diplomate et écrivain anglais.

## Biographie

### Contexte familial et jeunesse
Il est issu de la famille Woodford, qui remonte à John de Woodforde, propriétaire du manoir de Brentingby, situé à 3 miles de Melton Mowbray - lequel est lui-même le fils d'un gentleman originaire de la région de Salisbury, vivant au début du XIIIe siècle. La famille Woodford, qui noue au Moyen-âge des alliances avec des familles du baronnage anglo-normand telles que les Neville, les Villiers ou les Folville, compte pour membres le peintre Samuel Woodforde (1763-1817), les diaristes Robert Woodforde (1606-1654) et James Woodforde (1740-1803), ainsi que le major-général et archéologue spécialiste de la bataille d'Azincourt sir John George Woodford (en) (1785-1879), l'historien de la franc-maçonnerie Adolphus Woodford et sir Alexander George Woodford (1782-1870), gouverneur de Malte et de Corfou. 
Baptisé le 15 juillet 1734 à Southampton, probablement à la St. Michael's church (en), le nouveau-né reçoit le prénom de Ralph Sherer en hommage à sa grand-mère paternelle, Anne Scherer. Ses parents sont Matthew Woodford et Mary Brideoak, ancêtres directs de la princesse de Galles Diana Spencer (1961-1997) et de son fils William, prince de Galles.  
Ralph Woodford est probablement éduqué à la Christ Church d'Oxford, comme son frère cadet Matthew Woodford (en) (1738-1807), qui sera aumônier du roi George III puis archidiacre de Winchester.

### Carrière
Le premier poste connu de Ralph Woodford est secrétaire privé de George Hervey (1721-1775), 2e comte de Bristol, ambassadeur britannique. Il l'accompagne à la cour de Turin vers 1758. Membre du Parlement de Grande-Bretagne, Ralph Woodford est nommé, le 16 juin 1760, secrétaire d'ambassade auprès de la cour d'Espagne, à Madrid. Il reste à ce poste jusqu'au 24 mai 1762. Le 16 mars 1763, il est nommé résident britannique auprès des Villes hanséatiques - notamment à Hambourg. Poste qui prend fin le 3 juillet 1772. Le même jour, il devient ministre extraordinaire auprès de la cour de Danemark, et réside à Copenhague. C'est à cette époque que Ralph Woodford décrit le ministre danois Ove Høegh-Guldberg en ces termes : « C'est un érudit, et il a écrit une excellente histoire universelle ; mais il connaît le monde et les affaires de l'État à partir de livres... » Il quitte son poste deux ans plus tard, le 5 juillet 1774. Le 12 janvier 1785, Ralph Woodford est nommé commissaire chargé de travailler, avec le commissaire du roi d'Espagne, sur les questions touchant aux nouveaux accords commerciaux. En 1791, il est nommé par le cabinet de St-James commissaire de la cour d'Angleterre ; il travaille alors avec le commissaire de la cour d'Espagne, monsieur de La Sieras. Tous deux ont pour mission de fixer les dommages qui doivent être accordés au capitaine britannique Meares et à ses associés, pour les pertes que la capture de leurs navires par les Espagnols, à Nootka Sound, leur a fait essuyer. Au début de l'année 1793, les deux commissaires signent la convention entre la Grande-Bretagne et l'Espagne : l'Espagne restitue les bâtiments pris et verse la somme de 210 000 dollars. Ralph Woodford quitte son poste de commissaire auprès de l'Espagne le 12 février 1795. 
Les nombreuses lettres échangées entre le diplomate et ses interlocuteurs constituent une source importante pour l'étude des relations commerciales entre l'Angleterre et les autres pays européens de la fin du XVIIIe siècle.
Parallèlement à sa carrière politique et suivant une ancienne tradition familiale, Ralph Woodford s'adonne à l'écriture. Il y adjoint le mécénat. Membre de la société des Bas-bleus, il compte parmi ses amis la femme de lettres, réformatrice sociale et féministe anglaise lady Elizabeth Montagu (1718-1800), belle-fille d'Édouard, 1er comte de Sandwich. Il se presse régulièrement dans son salon de la rue Hill, à Londres, où il retrouve entre autres le peintre Joshua Reynolds, l'écrivain et esthète Horace Walpole, le philosophe Edmund Burke, le poète Samuel Johnson et le dramaturge David Garrick. Sir Woodford est également un proche du docteur Edward Jenner (1749-1823), premier médecin à avoir introduit et étudié le vaccin contre la variole. Les deux hommes se lient d'amitié durant leurs années passées à Cheltenham, dans les Cotswolds.
Le 21 juin 1791, Ralph Woodford est créé baronnet de Carlby, petite paroisse du district de South Kesteven dans le Lincolnshire. Il y possède une maison de campagne. À Londres, il réside au n°22 New Norfolk Street, en bordure de Hyde Park. Plus tard, il s'installe au n°42 Upper Seymour Street, près de Portman Square, où vivent les Montagu. Cette résidence échoit à son fils Ralph James à son décès.

### Mariage et descendance
Durant de longues années, Ralph Woodford, qui n'est pas encore marié, est l'amant de Maria-Sophia Zinck (1739-1807), l'épouse malheureuse et la fille de l'éditeur et imprimeur Georg Christian Grundt. Le 19 mai 1778 à Londres, à l'âge de 44 ans, il épouse une jeune femme originaire des Pays-Bas, lady Gertrude Reesen. Cette dernière est la fille du riche marchand Jean Reesen et de lady Maria van Vliet. La demi-sœur de Gertrude, Christina Cordelia Reesen, est la belle-mère de l'écrivain Alphonse de Lamartine (1790-1869). Celui-ci a en effet a épousé sa fille unique, l'artiste peintre et sculptrice française Mary Ann Elisa Birch (1790-1863) - plus connue sous le nom d'Elisa de Lamartine. Les familles Woodford et Lamartine seront toujours étroitement liées.

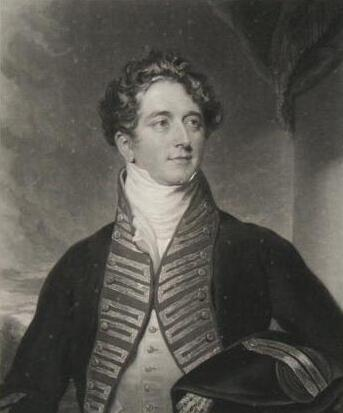
Sir Ralph-James Woodford, gouverneur de Trinidad, fils de Ralph Woodford. Par Charles Turner.

Ralph Woodford et Gertrude Reesen ont deux enfants : Ralph James et Elizabeth.
Sir Ralph James Woodford (1784-1828), second baronnet de Carlby, capitaine de la marine anglaise puis gouverneur de Trinidad du 14 juin 1813 à sa mort, survenue le 17 mai 1828. Surnommé affectueusement « le Gouverneur au chapeau de paille », ce réformateur s'était fait le protecteur des esclaves de Port-d'Espagne. Il décède en mer, à bord du navire H.M.S. Duke of York, près des côtes de la Jamaïque. Dans une lettre datée du 17 août 1819 et adressée à son mari, Elisa de Lamartine évoque Ralph James et son père en ces termes : « Le frère de ma mère, le chevalier sir Ralph Woodford, a été chargé d’affaires en Espagne et était très bien connu dans le corps diplomatique dans le temps que le marquis de Cordoue était le ministre en Angleterre. Son fils, qui a hérité de ses talents, est à présent gouverneur de l'île de la Trinité, et très bien connu de lord Bathurst, le ministre ; et s'il était en Angleterre, ce serait certainement à lui que je vous adresserais, car il est comme mon frère. »
Lady Elizabeth Woodford (1779-1843), épouse en premières noces Sir John Hammet (1767-1811), membre du Parlement britannique et banquier à Londres. Il est associé dans l'affaire familiale connue sous le nom de "Banque Sir James Esdaile, Esdaile, Hammet, Esdaile & Hammet". Veuve, elle s'unit à l'industriel et éleveur de chevaux Alfred-Léonard le Gentil, comte de Rosmorduc (1796-1847), issu de la vieille noblesse bretonne. De ces deux unions naissent sept enfants :
1. John-Atholl Hammet (1802-1887), banquier à Londres[19]. Marié en 1829 à Sybella Daniel.
2. Frederick-James-Gordon Hammet (décédé à Trinidad en 1734), officier, secrétaire de son oncle Ralph-James Woodford puis planteur à Trinidad - où il possède une cacaoyère. Sans alliance. Père d'un enfant naturel - Mozart-Fernando - à qui il lègue à son décès une partie de ses biens.
3. Charles-Woodford Hammet (décédé en France en 1867). Copropriétaire, avec son frère Frederick, du domaine de La Reconnaissance[20] à Trinidad. Sans alliance.
4. Lady Eliza-Gertrude Hammet, épouse de Quintin-Kennedy Jolliffe, capitaine de vaisseau dans la Royal Navy.
5. Alfred-Ange le Gentil (1819-1881), comte de Rosmorduc, drogman et voyageur. Ami de la baronne Bertha von Suttner, première femme récompensée du prix Nobel de la paix. Époux de la princesse d'origine géorgienne Nino Vakhtangovna Paghava - fille de Vakhtang, prince Paghava et de Bandza, et d'Elisabeth Dziapshipa, princesse Goumasta.
6. Ernest-Albert le Gentil de Rosmorduc (1821-1894), élève de l'École spéciale militaire de Saint-Cyr, capitaine au corps d'état-major, aide de camp du général Louis Partouneaux[21]. Époux d'Hélène-Marguerite Van der Plaat Van Honswijk[22], d'origine néerlandaise.
7. Elise (dite « Louise ») le Gentil de Rosmorduc (1822-1879), épouse du comte français et éleveur de chevaux René-Gabriel-Philippe du Plessis de Grenédan.

### Décès
Ralph Woodford meurt le 26 août 1810, à l'âge de 76 ans, dans sa maison de Cheltenham. Il est inhumé le 1er septembre suivant, dans l'église médiévale de St Mary's de Cheltenham.
Son fils Ralph-James Woodford hérite de son titre. Cependant, celui-ci s'éteint à sa mort, survenue prématurément en 1828.